# 正蓝旗

正蓝旗

正蓝旗（穆麟德轉寫：gulu lamun gūsa），又作“整蓝旗”，清代八旗之一，以旗色纯蓝而得名，旗主為和碩豫親王，与正红旗、镶白旗、镶红旗、镶蓝旗并称为“下五旗”。

## 简介

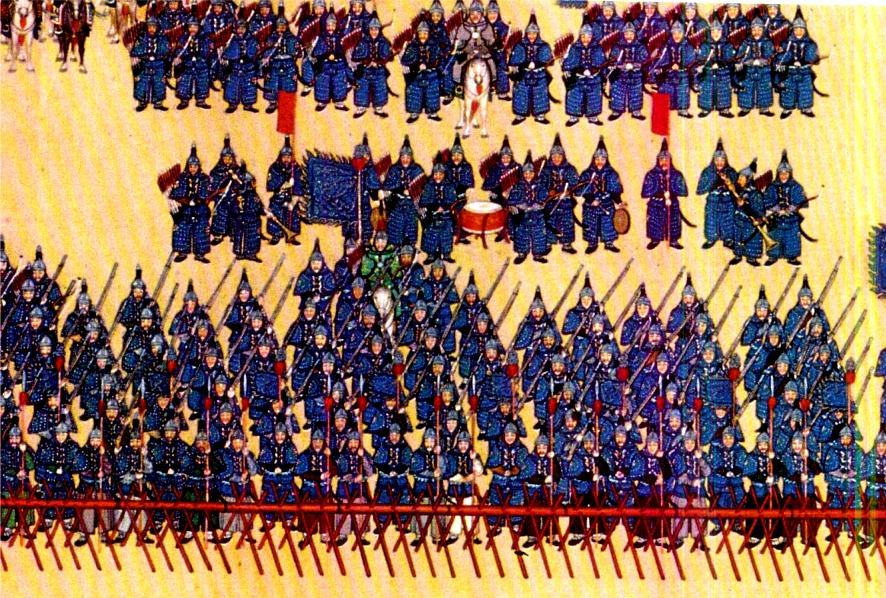
乾隆皇帝检阅正藍旗将士

正蓝旗分为满洲、蒙古、汉军三部分，最初由四大贝勒之一莽古尔泰担任旗主。天聪六年，莽古尔泰获罪解职，正蓝旗便由后金汗皇太极亲自统帅，成为上三旗之一。直到顺治皇帝继位，睿亲王多尔衮摄政，他把自己所属的正白旗升为上三旗，而将正蓝旗降为下五旗，并改由诸王、贝勒和贝子分统。
清朝末期，正蓝旗下辖83整佐领、11个半分佐领，共有旗兵两万六千人，算上家眷总人口约13万人。

## 正蓝旗名人

### 满洲
- 莽古尔泰
- 达海
- 怀塔布
- 耆英
- 启功
- 弘晝

### 蒙古
- 赛尚阿
- 言菊朋

### 汉军
- 赵尔巽
- 赵尔丰